# Greg Burson
Pour les articles homonymes, voir Burson.
Gregory Lewis Burson, dit Greg Burson (né le 29 juin 1949 à Anaheim, en Californie et mort le 22 juillet 2008  à Los Angeles) est un acteur américain spécialisé dans le doublage des voix.

## Biographie
Greg Burson est né à Anaheim, en Californie. De 1986 à 2004, il fait carrière dans le doublage des voix. Il prête ainsi sa voix à Bugs Bunny dans Carrotblanca (1995), un cartoon Looney Tunes de 8 minutes diffusé au cinéma avec le film Amazing Panda Adventure aux États-Unis, et avec le film The Pebble and the Penguin ailleurs dans le monde. Ce cartoon est ensuite réédité en vidéo et DVD. Burson double Bugs dans le cartoon From Hare to Eternity (1996), le dernier dessin animé réalisé par Chuck Jones et dédicacé spécialement à la mémoire de Friz Freleng, qui venait de mourir. Burson fait encore la voix de Bugs dans la série Bugs and Daffy Show, diffusée sur Cartoon Network de 1996 à 2003. Il double l'ours de fiction Yogi l'ours de la série The New Yogi Bear Show (après la mort de Daws Butler en 1988), et bien d'autres personnages des séries Hanna-Barbera.

### Mort
Greg Burson meurt le 22 juillet 2008 à Los Angeles à l'âge de 59 ans à la suite de complications dues au diabète et l'artériosclérose. La dernière partie de sa vie a été fortement marquée par l'alcoolisme.

## Doublage

### Télévision
- Batman - Mad Dog
- CatDog - Barry the Baboon
- Channel Umptee-3 (en) - Professor I. Revelent
- Yogi (The New Yogi Bear Show) - l'ours Yogi
- The Twisted Adventures of Felix the Cat - voix supplémentaires
- Samurai Jack - Quick Draw McGraw
- Tom et Jerry Kids (série) -
- Wake, Rattle, and Roll (en) - Yogi l'ours, Huckleberry Hound, Quick Draw McGraw, Snagglepuss
- Yo Yogi! - Yogi l'ours, Quick Draw McGraw, Snagglepuss, Officer Smith
- Animaniacs - Bugs Bunny, Daffy Duck, Porky Pig, Titi, Charlie le coq, Sam le Pirate
- Les Tiny Toons - Bugs Bunny, Daffy Duck, Elmer Fudd, Pepe Le Pew
- Titi et Grosminet mènent l'enquête (Sylvester & Tweety Mysteries) - Elmer Fudd
- Taz-Mania - Bugs Bunny

### Films
- Carrotblanca - annonceur de l'aéroport, Bugs Bunny, Charlie le coq comme radio, Pépé le putois comme Louie
- I Yabba-Dabba Do! (en) - voix supplémentaires
- Jurassic Park - M. DNA (voix)
- Little Nemo: Adventures in Slumberland - Flap, le père de Nemo
- Mr. Magoo - Mister Magoo
- Scooby-Doo et les contes des 1001 nuits (Scooby-Doo in Arabian Nights) - Yogi l'ours, Royal Chef
- The Funtastic World of Hanna-Barbera - Yogi l'ours
- Tom et Jerry, le film - le déménageur (Moving Man)
- Yogi the Easter Bear (en) - Yogi l'ours

### Jeux vidéo
- Wacky Races (en) - Red Max, Sergeant Blast, Peter Perfect, Rufus Ruffcut
- Sheep, Dog, 'n' Wolf - Elmer Fudd
- Daffy Duck: The Marvin Missions (version Super NES) - Duck Dodgers